# 長背小鰾鮈
長背小鰾鮈（学名：Microphysogobio longidorsalis）为輻鰭魚綱鯉形目鲤科小鰾鮈屬的其中一个种，該物種主要分布於亞洲韓國，體長可達12公分，棲息在底中層水域。

## 扩展阅读
維基物種上的相關：長背小鰾鮈